# Huaral
Huaral ist die Hauptstadt der Provinz Huaral des südamerikanischen Anden-Staates Peru. 

## Geografie
Huaral liegt im gleichnamigen Distrikt, rund 60 km nördlich von Lima an der Straße PE1NB (Panamericana) und 15 km südöstlich des 5070 Hektar große Schutzgebiet Reserva Nacional de Lachay. 
In der Stadt lebten beim Zensus 2017 79.455 Einwohner. Im Jahr 2007 lag die Einwohnerzahl bei 70.862.

## Geschichte
Die Stadt hatte einen Eisenbahnanschluss sowohl nach Lima im Süden als auch nach Norden. 1912 wurde die schmalspurige Bahnstrecke Ancón–Sayan der Ferrocarril Noroeste del Perú (Peruanische Nordwest-Bahn) in der Spurweite von 914 mm eröffnet. Sie stellte 1964 ihren Betrieb ein. Darüber hinaus führte vom Hafen von Chancay die Bahnstrecke Chancay–Palpa, die wiederum in Meterspur ausgeführt war, durch Huaral.
Die Provinz Huaral wurde am 4. August 2010 von einem Erdbeben erschüttert. Das Beben hatte eine Stärke von 3,9 auf der Richterskala.

## Justiz
Im Mai 2010 hat das peruanische Justizministerium bekannt gegeben, dass das erste privat geführte peruanische Gefängnis mit 1500 Gefangenen in Huaral errichtet wird.

## Sport
Der städtische Fußballverein Unión Huaral spielt seit 2014 in der Segunda División del Perú, der zweithöchsten peruanischen Spielklasse.